# Kostas Konstandinidis
Kostas Konstandinidis (ur. 31 sierpnia 1972 w Schorndorfie) – grecki piłkarz grający na pozycji pomocnika. Podczas kariery mierzył 187 cm wzrostu. W swojej karierze rozegrał 34 mecze w reprezentacji Grecji i strzelił w niej 1 gola.

## Kariera klubowa
Swoją seniorską karierę piłkarską Konstandinidis rozpoczął w klubie Pierikos SFK. W sezonie 1991/1992 zadebiutował z nim w pierwszej lidze greckiej. W zespole Pierikos SFK występował do końca sezonu 1993/1994.
Latem 1994 roku Konstandinidis przeszedł do OF Irakleiou, natomiast dwa lata później przeniósł się do Panathinaikosu. W klubie z Aten stał się podstawowym zawodnikiem. W 1998 roku wywalczył z tym klubem wicemistrzostwo Grecji.
Latem 1999 roku piłkarz opuścił ojczyznę przechodząc do Herthy Berlin. Zajmował z tym klubem 5. i 6. miejsce w latach 1999–2001. Wiosną 2002 roku Konstandinidis grał w klubie Bolton Wanderers, jednak nie udało mu się tam wywalczyć miejsca w podstawowej jedenastce. Latem tego samego roku zasilił szeregi zespołu Hannover 96, następnie 1. FC Köln.
W 2005 roku Konstandinidis powrócił do Grecji, grając ponownie w klubie OF Irakleiou. Dwa lata później przeniósł się na sportową emeryturę na Cypr do zespołu Nea Salamina Famagusta, w której rozegrał tylko jeden sezon.
Podczas całej kariery piłkarz nie odnosił większych sukcesów.
| Sezon     | Klub                   | Kraj   | Rozgrywki                 | Mecze | Bramki |
| --------- | ---------------------- | ------ | ------------------------- | ----- | ------ |
| 1991/1992 | Pierikos SFK           | Grecja | Alpha Ethniki             | 30    | 1      |
| 1992/1993 | Pierikos SFK           | Grecja | Alpha Ethniki             | 25    | 1      |
| 1993/1994 | Pierikos SFK           | Grecja | Beta Ethniki              | 27    | 2      |
| 1994/1995 | OF Irakleiou           | Grecja | Alpha Ethniki             | 26    | 2      |
| 1995/1996 | OF Irakleiou           | Grecja | Alpha Ethniki             | 26    | 2      |
| 1996/1997 | OF Irakleiou           | Grecja | Alpha Ethniki             | 13    | 3      |
| 1996/1997 | Panathinaikos AO       | Grecja | Alpha Ethniki             | 9     | 0      |
| 1997/1998 | Panathinaikos AO       | Grecja | Alpha Ethniki             | 25    | 3      |
| 1998/1999 | Panathinaikos AO       | Grecja | Alpha Ethniki             | 26    | 4      |
| 1999/2000 | Hertha BSC             | Niemcy | Bundesliga                | 20    | 1      |
| 2000/2001 | Hertha BSC             | Niemcy | Bundesliga                | 21    | 1      |
| 2001/2002 | Hertha BSC             | Niemcy | Bundesliga                | 6     | 0      |
| 2001/2002 | Bolton Wanderers       | Anglia | Premier League            | 3     | 0      |
| 2002/2003 | Hertha BSC             | Niemcy | Bundesliga                | 1     | 0      |
| 2002/2003 | Hannover 96            | Niemcy | Bundesliga                | 21    | 2      |
| 2003/2004 | Hannover 96            | Niemcy | Bundesliga                | 22    | 1      |
| 2004/2005 | 1. FC Köln             | Niemcy | Bundesliga                | 14    | 1      |
| 2005/2006 | OF Irakleiou           | Grecja | Alpha Ethniki             | 12    | 0      |
| 2006/2007 | OF Irakleiou           | Grecja | Superleague Ellada        | 23    | 1      |
| 2007/2008 | Nea Salamina Famagusta | Cypr   | Protathlima A’ Kategorias | 6     | 0      |